# Age of Ignorance
Age of Ignorance es el cuarto álbum de la banda Our Last Night lanzado por Epitaph Records el 21 de agosto de 2012.

## Lista de canciones
Todas las letras escritas por Our Last Night, toda la música compuesta por Our Last Night. 
| N.º | Título                  | Duración |  |
| 1.  | «Fate»                  | 3:33     |  |
| 2.  | «Send Me to Hell»       | 3:51     |  |
| 3.  | «Age of Ignorance»      | 3:55     |  |
| 4.  | «Reason to Love»        | 3:51     |  |
| 5.  | «Liberate Me»           | 3:26     |  |
| 6.  | «Voices»                | 3:49     |  |
| 7.  | «Conspiracy»            | 3:37     |  |
| 8.  | «Enemy»                 | 3:09     |  |
| 9.  | «Invincible»            | 3:29     |  |
| 10. | «A Sun That Never Sets» | 3:34     |  |

## Créditos

### Our Last Night
- Trevor Wentworth - vocalista
- Matt Wentworth - vocalista, guitarra líder
- Alex "Woody" Woodrow - bajo
- Tim Molloy - batería

### Producción
- Producido por David Bendeth